# Лауф (Баден)
Лауф (нім. Lauf) — громада в Німеччині, знаходиться в землі Баден-Вюртемберг. Підпорядковується адміністративному округу Фрайбург. Входить до складу району Ортенау.
Площа — 15,01 км2. Населення становить 4000 ос. (станом на 31 грудня 2020).